# 讓塔隆站
讓塔隆站，广东话译莊塔隆站（法語：Station Jean-Talon）位於加拿大魁北克省蒙特利爾，是2號線及5號線轉線站。

## 外部連結
- （法文）（英文）蒙特利爾交通局：讓塔隆站（页面存档备份，存于）（英文）（页面存档备份，存于）
- （法文）（英文）：讓塔隆站（页面存档备份，存于）（英文）（页面存档备份，存于），含有讓塔隆站的資訊、歷史、車站結構與藝術品資料。